# Forcipomyia niligena
Forcipomyia niligena är en tvåvingeart som först beskrevs av Jean-Jacques Kieffer 1921.  Forcipomyia niligena ingår i släktet Forcipomyia och familjen svidknott.
Artens utbredningsområde är Sudan. Inga underarter finns listade i Catalogue of Life.